# Кулинич Юрій Олександрович
Юрій Олександрович Кулинич (23 травня 1947, Рахів — 5 січня 2014) — радянський футболіст, що грав на позиції нападника. Відомий за виступами у складі команди «Локомотив» з Вінниці, за яку зіграв понад 260 матчів у чемпіонатах СРСР.

## Біографія
Юрій Кулинич народився в Рахові, де й розпочав займатися футболом. У 1965 році він став гравцем команди класу «Б» «Спартак» (Івано-Франківськ), проте вже наступного року отримав запрошення до команди другої групи класу «А» «Локомотив» з Вінниці. З наступного року він став одним із гравців основного складу команди. З 1971 року він грав у складі команди в другій лізі СРСР. У складі вінницької команди грав до кінця сезону 1972 року, провів у її складі 232 матчі, при цьому був одним із найкращих бомбардирів «Локомотива», відзначившись за цей час 49 забитими м'ячами.
У 1973 році у зв'язку з конфліктом з головним тренером команди Юрій Кулинич покинув «Локомотив», і став гравцем іншої команди другої ліги «Буковина» з Чернівців. У складі чернівецької команди грав протягом року, після чого повернувся до вінницької команди, утім цього разу в її складі футболіст грав лише протягом року. На початку 1975 року Кулинич повернувся до «Буковини», і по закінченню сезону завершив виступи на футбольних полях.
Після завершення виступів на футбольних полях Юрій Кулинич виїхав до Сибіру, де протягом 9 років тренував аматорські команди в Тюменській області. Пізніше повернувся до Вінниці, протягом тривалого часу тренував заводську футбольну команду. Помер Юрій Кулинич у січні 2014 року.